# Christopher Kas
Christopher Kas (Trostberg, 13 de junio de 1980) es un jugador de tenis alemán.

## Carrera
Comenzó a jugar tenis a la edad de cinco años con su padre. Es un jugador diestro, con el revés a dos manos. Habla alemán e Inglés. Su padre, Karlheinz, es un periodista deportivo, y su madre, Elisabeth, es una funcionaria bancaria. Está casado con Maria desde el 20 de abril de 2007. Tiene una hija llamada Sophia (nacida el 24 de mayo de 2007) y un hijo llamado Rafael Justus (nacido el 28 de febrero de 2011). Su superficie preferida es la hierba y su tiro el servicio. Sus torneos favoritos de disputar son el Torneo de Halle y el de Munich. Sus ídolos de su niñez fueron el tres veces campeón de Wimbledon Boris Becker y la estrella de la NFL Wayne Gretsky.

### 2006
En este año logró dos subcampeonatos. En el Torneo de Amersfoort junto a Lucas Arnold Ker como pareja en el Torneo de Bastad junto a Oliver Marach

### 2007
Logra otros vicecampeonatos. Junto a Tomas Behrend son finalistas en el Torneo de Viena y posteriormente en el Torneo de Kitzbuhel

### 2008
Ganó el título del Torneo de Stuttgart junto a Philipp Kohlschreiber venciendo a la pareja formada por Michael Berrer y Mischa Zverev por 6-3 6-4 en la final.
También fue finalista en el Torneo de Basilea nuevamente junto a Kohlschreiber y en el Torneo de Zagreb junto a Rogier Wassen

### 2009
Ganó el título del Torneo de Halle junto a Kohlschreiber. Derrotaron en la final a la pareja formada por el alemán Andreas Beck y el suizo Marco Chiudinelli por 6-3 y 6-4 en la final. Nuevamente fue finalista en Zagreb junto a Rogier Wassen.

### 2010
Obtiene el título del Torneo de Bangkok en Tailandia. Junto al croata Viktor Troicki derrotaron en la final a la pareja formada por Jonathan Erlich y Jürgen Melzer por 6–4, 6–4.
También fue finalista en el torneo de Stuttgart nuevamente junto a Kohlschreiber como compañero.

### 2011
Durante este año no gana títulos, pero juega 4 finales. Tres de ellas fueron junto al austríaco Alexander Peya y fueron los torneos de Delray Beach, Gstaad y de Winston-Salem. Y junto a su compatriota Andreas Beck fue finalista en el Torneo de Múnich.

### 2013
Gana dos títulos más para su palmarés. Al inicio del año se hace con el Torneo de Doha en Catar. Junto a Philipp Kohlschreiber derrotaron a la pareja formada por Julian Knowle y Filip Polášek en la final por 7–5, 6–4.  Más tarde en el mes de abril fue finalista en el Torneo de Casablanca junto a Dustin Brown.
En agosto vuelve al triunfo en el Torneo de Kitzbühel en tierras austríacas. Junto a su compatriota Martin Emmrich como pareja derrotaron en la final a František Čermák y Lukáš Dlouhý por 6–4, 6–3.

## Títulos; 5 (0 + 5)
| Leyenda                        | Individuales | Dobles |
| ------------------------------ | ------------ | ------ |
| Grand Slam (tenis)\|Grand Slam | 0            | 0      |
| ATP World Tour Finals          | 0            | 0      |
| ATP World Tour Masters 1000    | 0            | 0      |
| ATP World Tour 500 Series      | 0            | 1      |
| ATP World Tour 250 Series      | 0            | 4      |

### Dobles

#### Títulos
| N.º | Fecha      | Torneo              | Superficie    | Pareja                | Oponente en la final           | Resultado |
| --- | ---------- | ------------------- | ------------- | --------------------- | ------------------------------ | --------- |
| 1.  | 07.07.2008 | Torneo de Stuttgart | Tierra batida | Philipp Kohlschreiber | Michael Berrer Mischa Zverev   | 6-3 6-4   |
| 2.  | 08.06.2009 | Torneo de Halle     | Césped        | Philipp Kohlschreiber | Andreas Beck Marco Chiudinelli | 6-3 6-4   |
| 3.  | 27.09.2010 | Torneo de Bangkok   | Dura(i)       | Viktor Troicki        | Jonathan Erlich Jurgen Melzer  | 6-4 6-4   |
| 4.  | 06.01.2013 | Torneo de Doha      | Dura(o)       | Philipp Kohlschreiber | Filip Polášek Julian Knowle    | 7-5 6-4   |
| 5.  | 03.08.2013 | Torneo de Kitzbühel | Tierra        | Martin Emmrich        | František Čermák Lukáš Dlouhý  | 6-4, 6-3  |

#### Finalista
| N.º | Fecha      | Torneo                  | Superficie | Pareja                | Oponente en la final                 | Resultado        |
| --- | ---------- | ----------------------- | ---------- | --------------------- | ------------------------------------ | ---------------- |
| 1.  | 16.07.2006 | Torneo de Båstad        | Tierra     | Oliver Marach         | Jonas Björkman Thomas Johansson      | 3–6, 6–4, [4–10] |
| 2.  | 23.07.2006 | Torneo de Amersfoort    | Tierra     | Lucas Arnold Ker      | Alberto Martín Fernando Vicente      | 4–6, 3–6         |
| 3.  | 29.07.2007 | Torneo de Kitzbühel     | Tierra     | Tomas Behrend         | Potito Starace Luis Horna            | 6–7(4), 6–7(5)   |
| 4.  | 14.10.2007 | Torneo de Viena         | Dura (i)   | Tomas Behrend         | Mariusz Fyrstenberg Marcin Matkowski | 4–6, 2–6         |
| 5.  | 02.03.2008 | Torneo de Zagreb        | Dura (i)   | Rogier Wassen         | Paul Hanley Jordan Kerr              | 3–6, 6–3, [8–10] |
| 6.  | 26.10.2008 | Torneo de Basilea       | Dura (i)   | Philipp Kohlschreiber | Mahesh Bhupathi Mark Knowles         | 3–6, 3–6         |
| 7.  | 08.02.2009 | Torneo de Zagreb        | Dura (i)   | Rogier Wassen         | Martin Damm Robert Lindstedt         | 4–6, 3–6         |
| 8.  | 18.07.2010 | Torneo de Stuttgart     | Tierra     | Philipp Petzschner    | Carlos Berlocq Eduardo Schwank       | 6–7(5), 6–7(6)   |
| 9.  | 27.02.2011 | Torneo de Delray Beach  | Dura       | Alexander Peya        | Scott Lipsky Rajeev Ram              | 6–4, 4–6, [3–10] |
| 10. | 01.05.2011 | Torneo de Múnich        | Tierra     | Andreas Beck          | Simone Bolelli Horacio Zeballos      | 6–7(3), 4–6      |
| 11. | 31.07.2011 | Torneo de Gstaad        | Tierra     | Alexander Peya        | František Čermák Filip Polášek       | 3–6, 6–7(7)      |
| 12. | 27.08.2011 | Torneo de Winston-Salem | Dura       | Alexander Peya        | Jonathan Erlich Andy Ram             | 6–7(2), 4–6      |
| 13. | 06.01.2012 | Torneo de Doha          | Dura       | Philipp Kohlschreiber | Filip Polášek Lukáš Rosol            | 3–6, 4–6         |
| 14. | 14.04.2013 | Torneo de Casablanca    | Tierra     | Dustin Brown          | Julian Knowle Filip Polášek          | 3–6, 2–6         |